# Свинище (община Кичево)
Вижте пояснителната страница за други значения на Свинище.
Свинище или Свинища (на македонска литературна норма: Свињиште; на албански: Svinjishti) е село в община Кичево, в западната част на Северна Македония.

## География
Селото е разположено в областта Долна Копачка на река Белица.

## История
В XIX век Свинище е чисто българско село в Кичевска каза на Османската империя. Църквата „Свети Никола“ е от средата на XIX век. В „Етнография на вилаетите Адрианопол, Монастир и Салоника“, издадена в Константинопол в 1878 година и отразяваща статистиката на населението от 1873 година, Свинища (Svinischta) е посочено като село с 29 домакинства със 105 жители българи.
През 1868 година жителят на Свинища Филип П. Георгиев е спомоществувател за изданието на „Поучително евангелие“ на Софроний Врачански.
Според статистиката на Васил Кънчов („Македония. Етнография и статистика“) към 1900 година в Свинища живеят 360 българи-християни. На Етнографската карта на Битолския вилает на Картографския институт в София от 1901 година Свинища е чисто българско село в Кичевската каза на Битолския санджак с 30 къщи.
Цялото село е под върховенството на Българската екзархия. По данни на секретаря на екзархията Димитър Мишев („La Macédoine et sa Population Chrétienne“) в 1905 година в Свинища (Svinichta) има 320 българи екзархисти.
Статистика, изготвена от кичевския училищен инспектор Кръстю Димчев през лятото на 1909 година, дава следните данни за Свинища:
| Домакинства | Гурбетчии | Грамотни | Грамотни | Грамотни | Неграмотни | Неграмотни | Неграмотни |
| Домакинства | Гурбетчии | мъже     | жени     | общо     | мъже       | жени       | общо       |
| ----------- | --------- | -------- | -------- | -------- | ---------- | ---------- | ---------- |
| 40          | 50        | 83       | 7        | 90       | 61         | 114        | 175        |

При избухването на Балканската война 20 души от Свинища са доброволци в Македоно-одринското опълчение.
След Междусъюзническата война в 1913 година селото попада в Сърбия.
През 1916 година, след изгонването на сърбските власти от Вардарска Македония и установяването на българско управление, жителите на Свинища възстановяват своето българско учиище, още преди формалната санкция на Министерството на просвещението. По това време селото е част от Бръжданска община в Кичевска околия и има 235 жители.
На етническата си карта на Северозападна Македония в 1929 година Афанасий Селишчев отбелязва Свинища като българско село.
Според преброяването от 2002 година селото има 57 жители македонци.
От 1996 до 2013 година селото е част от община Другово.

## Личности
Родени в Свинище
- Борис Андреев (1905 – 1968), български революционер
- Ефтим Божинов, български революционер
- Захарий Петрев, български революционер от ВМОРО[13]
- Иван Георгиев Гинов, български революционер от ВМОРО[14]
- Иван Пейов, български революционер от ВМОРО[13]
- Кирил (Киро) Андреев, македоно-одрински опълченец, 35-годишен, бакалин, 2 рота на 4 битолска дружина, кръст „За храброст“ ІV степен[15]
- Кръсте Грозданов, български революционер от ВМОРО[14]
- Кръсте Лазарев, български революционер от ВМОРО[16]
- Никола Темелков, македоно-одрински опълченец, 32-годишен, бакалин, 3 рота на 4 битолска дружина[17]
- Софроний Димов Велянов, български революционер от ВМОРО[18]